# Priéné
Priéné, ókori görög város Kis-Ázsiában Milétosz mellett. Püthiosz tervei alapján itt épült Kr. e. 350-330 körül a városvédő istennő, Athéna Poliasz temploma, amely a jón oszloprend mértékadó formai megoldása. Itt található az egyik legjobb állapotban fennmaradt hellenisztikus színház, az i.e. 4. század végéről, néhány kisebb, későbbi színpadi építménnyel.